# 伯朝拉海

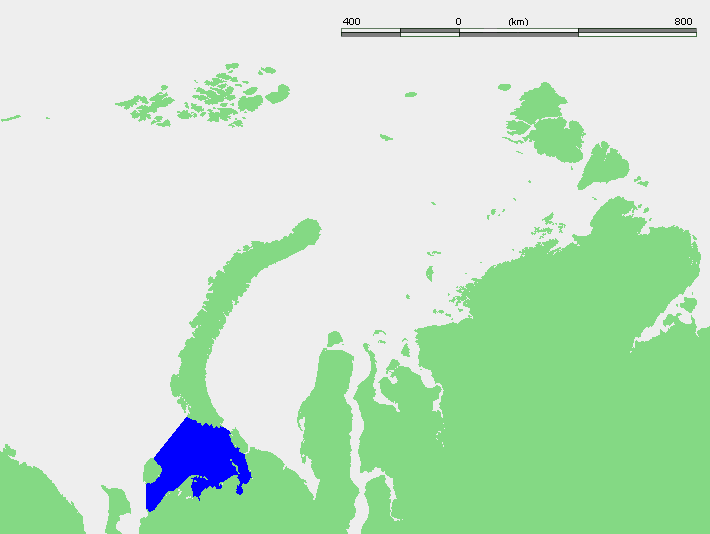
伯朝拉海位置

伯朝拉海（Печорское море）是俄羅斯西北部的海，位於巴倫支海東南部，西面和北面分別以科爾古耶夫島和新地島南端為界，東面則以瓦伊加奇島和尤戈爾半島為界，注入的河流有伯朝拉河，面積81,263平方公里，海水量4,380立方公里，平均水深6米，最深處210米，最大的島嶼有多爾吉島。